# Roncus trojan
Espèce
Roncus trojan est une espèce de pseudoscorpions de la famille des Neobisiidae.

## Distribution
Cette espèce est endémique de Serbie. Elle se rencontre vers Sokobanja.

## Description
Les mâles mesurent de 2,415 à 3,07 mm et les femelles de 2,51 à 3,215 mm.

## Publication originale
- Ćurčić, Ćurčić, Ćurčić & Makarov, 1993 : Three new epigean representatives of Roncus L. Koch, 1873 (Neobisiidae, Pseudoscorpiones), from the Balkan Peninsula. Bijdragen tot de Dierkunde, vol. 62, no 4, p. 237-248.